# ザーラム空港
 ザーラム空港（ベトナム語: Sân bay Gia Lâm, 英語: Gia Lam Airport）は、ベトナム・ハノイの空港で、ホン川東岸、ハノイ市ロンビエン区に位置する。主にベトナム人民空軍（VPAF）が使用する軍用飛行場で、MiG-21戦闘機やKa-28ヘリコプターが護岸に格納されている。日本による仏領インドシナ占領前の1936年に開港した。現在は軍事訓練のほか、ハロン湾など近隣の観光地を訪れる観光客向けのヘリコプター、エア・タクシー、チャーター便に利用されている。

## 歴史

### 1936–40
ザーラム飛行場（フランス語：Aérogare de Gia Lam）は、フランス人建築家アーネスト・エブラールが10年以上前に描いた都市計画に基づいて、1936年（今から86年前）に建設された。エブラールは1923年、ハノイ市の都市計画建築サービス部門に雇われ、紅河東岸にあるザーラム地区の新しい工業地帯など、数々の都市再開発プロジェクトを監督していた。ザーラム地区には、鉄道駅を改修し、工場、工業施設、飛行場を建設する計画があった。この飛行場が完成すると、ハノイ周辺にある2つの主要な飛行場のうちの1つとなり、もう1つは今は使われていないバックマイ飛行場であった。飛行場そのものは、フランス人建築家フェリックス・ゴダールの設計で建設された。

### 1940–46
1940年9月26日、フランス領インドシナ侵攻作戦の一環として、日本軍がこの飛行場を占拠し、第二次世界大戦中、8月革命でヴィエトミンに降伏するまで支配権を維持した。その後、ベトナム民主共和国が成立し、ベトミンの指導者ホー・チ・ミンが元首となった。フランスは当初、この新政府を受け入れていたが、フランス連邦内の国家としてのベトナムの将来についての交渉が決裂すると、その立場は一変した。1946年12月19日、ハノイ周辺のフランス軍施設に対する攻撃を受けて、フランス軍は飛行場を再占領した。

### 第一次インドシナ戦争
ザーラムとバックマイ飛行場は後にディエンビエンフーの戦いでのフランスの作戦を支える2大後方支援拠点となった。ディエンビエンフーのフランス軍基地へ送られる装備の多くはザーラム飛行場を経由し、ベトナム北西部の孤立した拠点に配備された10台のフランス製M24 Chaffee戦車は、それぞれ180個の部品に解体され、大型貨物機でディエンビエンフーへ空輸された。ディエンビエンフーでの敗北後、1954年のジュネーブ和平協定により、ベトナムから撤退することになったフランス軍は、この飛行場をベトミンに引き渡した。その後、伽藍飛行場はホー・チ・ミンの北ベトナム政府によって引き継がれ、ベトナム空軍がハノイ地域の主要な空軍基地として使用するようになった。

### ベトナム戦争

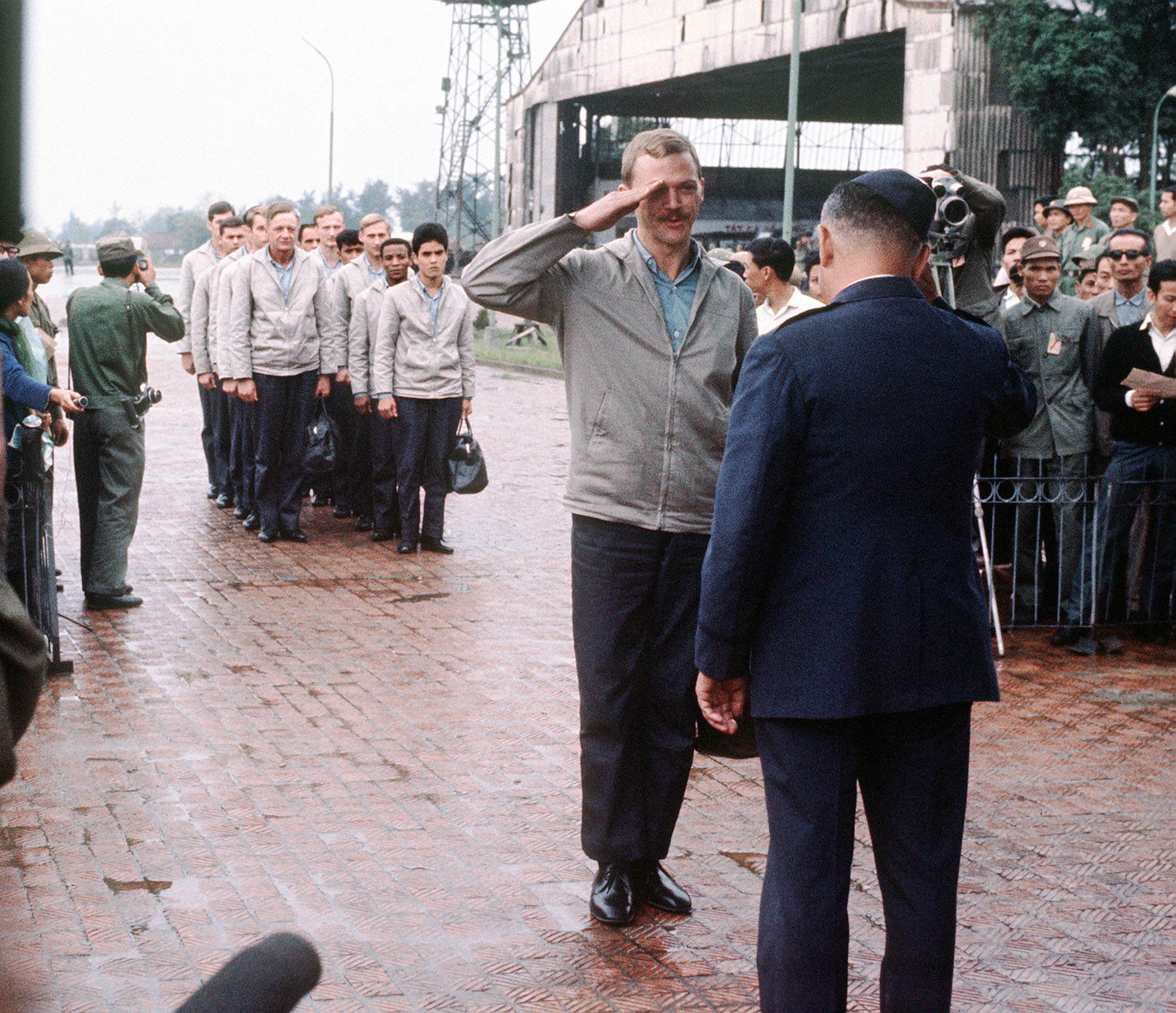
1973年、ザーラムで送還された米国人捕虜

ベトナム戦争中、アメリカの統合参謀本部は、北ベトナムの94の推奨爆撃目標リストにザーラムを入れ、主要な空軍基地と石油、油、潤滑油（POL）の貯蔵場所であることを明らかにしました。1967年4月、米空軍の「制限目標」リストからすべての北ベトナム飛行場が削除され、ザーラムは高速ジェット機の運用に適した6つの飛行場のうちの1つとされた。その結果、ローリングサンダー作戦の一環として、度重なる爆撃機の攻撃を受け、大きな被害を受けた。
1973年1月のパリ和平協定による停戦後、ザーラムは北ベトナムに拘束されていたアメリカ兵捕虜の帰還作戦の舞台となった。最初の送還は、米空軍の軍用空輸司令部によって1973年2月12日に行われ、フィリピンのクラーク基地から飛来した第63軍用空輸飛行隊のC-141がザーラムに向かい、計116人の捕虜を収容して帰還した。最初に帰還したC-141は、自由飛行のために搭乗した捕虜がフライトエンジニアのパネルに書いた文字にちなんで、「ハノイ・タクシー」と呼ばれるようになった。アリゾナ州選出のジョン・マケイン上院議員は、ハノイ・タクシーでザーラムから帰国した捕虜の一人でした。2月12日から4月4日まで、ハノイから54機のC-141ミッションが飛び立ち、捕虜を帰還さた。

## 設備
かつて、ナショナルフラッグキャリアであるベトナム航空の本社がザーラム空港にあった。

## 旧航空会社および就航都市（1978年まで）
| 航空会社               | 就航地 |
| ---------------------- | --- |
| Aeroflot               | Moscow-Domodedovo, Moscow-Sheremetyevo |
| Air France             | Akyab, Allahabad, Athens, Baghdad, Bangkok, Bushehr, Calcutta, Castelrosso, Corfu, Damascus, Dezful, Jodhpur, Karachi, London-Croydon, Marseille, Naples, Paris-Orly, Rangoon, Vientiane |
| CAAC Airlines          | Beijing-Capital, Guangzhou, Jakarta-Kemayoran, Kunming/Wujiaba, Nanning, Phnom Penh, Shanghai-Longhua, Shanghai-Hongqiao                                                                 |
| Interflug              | Berlin-Schönefeld |
| Pathet Lao Airlines    | Vientiane |
| Royal Air Lao          | Vientiane |
| Vietnam Civil Aviation | Bangkok, Beijing-Capital, Berlin-Schnoefield, Phnom Penh, Vientiane, Vinh |

## 事件・事故
2008年4月8日、ハノイ近郊のタインチ県で、訓練中のソ連製ターボプロップ機A An-26が畑に墜落し、ベトナム軍パイロット5名が死亡しました。同機はザーラム空港を離陸し、帰途に墜落した。事故原因は不明。ベトナム軍関係者によると、同機はベトナムの918航空輸送連隊に所属していたという。

## 改修計画
2006年、ザーラム空港を、国内線旅客便が運航できる空港にする計画が立てられた。これにより、ハノイからディエンビエンフー、ヴィン、または北部ソンラ省のナーサン空港への短距離便の乗客は、ハノイ市から車で約1時間の距離にあるノイバイ国際空港ではなく、中心部からわずか10分のザーラム空港から出発することができるようになる。同空港は軍事利用を維持する。
ザーラムの2000m×45mの滑走路は、ATR 72ツインターボプロップやフォッカー70ジェット機などの小型短距離輸送機に適しており、すでにベトナム航空がその一部分を運航している。今回の開発計画では、2015年までにATR 72型機またはフォッカー70型機を3機、2025年までに5機収容できるように整備する予定だ。また空港の年間利用者数は2015年に162,000人、2025年には300,000人に増加する予定だ。空港の規模はナーサン空港やディエンビエンフー空港とほぼ同じで、大型のエアバス機やボーイング機は受け入れられず、引き続きノイバイ国際空港で受け入れる予定である。
国際民間航空機関の基準を満たすための改修は、2870億ドン（1730万米ドル）かかると見積もられています。2015年には13,720平方メートル、2025年には20,750平方メートルの駐車場、ピーク時には1時間に270人が利用できる新ターミナル、市内から空港へのメインルートであるグエンソン道路の拡張など、さまざまな調整が行われます。改修後の空港は、北部空港管理局が管理することになる。
2020年4月、この計画は取り消された。2022年5月、ハノイ市南部のトゥオンティン県に新空港を建設する計画があると明らかにされた。